# 니콜라스 투치
니컬러스 투치(Nicholas Tucci, 1981년 4월 3일 ~ 2020년 3월 3일)는 미국의 배우, 영화 제작자이다.

## 영화
- 모스트 뷰티풀 아일랜드 (2017년)
- 더 코블스톤 코리더 (2015년)
- 더 워스트 이어 오브 마이 라이프 (2015년)
- 폴츠 (2014년) - 제임스 역
- 칠링 비전: 5 센스 오브 피어 (2013년)
- 커런시 라이징 (2011년)
- 추즈 (2011년)
- 유아 넥스트 (2011년) - 펠릭스 역
- 브레스트 픽쳐 (2010년)
- 언다큐멘티드 (2010년)
- 레드 머신 (2009년)